# Junichi Kakizaki
Junichi Kakizaki, 柿崎順一, född 4 januari 1971 i Nagano, Japan, är en japansk konstnär, skulptör, installationskonstnär, blomsterkonstnär och hortonom.
Junichi Kakizakis uppväxtmiljö präglades av trädgårdsodling och växter. Han studerade hortikultur från 1989 och därefter inriktade han sig på konstnärligt arbete med blommor. Han hade sin första separatutställning i Nagano 2003. Samma år vann han det japanska floristmästerskapet. Kakizaki arbetar med scendekorationer för artister av olika genrer och han ställer ut nya verk regelbundet både i Japan och internationellt.
Vid sitt besök i Stockholm 2003 visade han utställningen In The Absence of The Sunlight och i National Gallery of Victoria i Melbourne 2004 installationen Rebel Installation in Melbourne.

## Fotoböcker
- "METAPHOR" Förlag: Twins Lion Do, Författare: Junichi Kakizaki, Foto: Joji Okamoto, Junichi Kakizaki, (2019/06/21), ISBN 978-4990928384 / ISBN 4990928385, (engelska / japanska tvåspråkig)
- "NEW LIFE - Quickening from the Cradle" = Atarashii seimei: Yurikago karano taidō = Nytt liv: Yurikago karano taidō, Förlag: Kyuryudo, Författare: Junichi Kakizaki, Foto: Junichi Kakizaki, Joji Okamoto, (2007/09 /26), ISBN 9784763007285 / ISBN 978-4763007285, (japanska / engelska tvåspråkig)

## Offentliga samlingar
- "NEW LIFE - Quickening from the Cradle" (Nit liv - Fosterrörelse från vagga) 2007  år - Böcker Storbritannien, London, Tate Modern bibliotek
- "Deadman Embraces" (De döda omfamnar) 2005 år - foto, Uppsala kommun kulturkontor / Uppsala konstmuseum
- "Crisis Body" (Kriskropp) 2007 år - fotografiska, Uppsala kommun kulturkontor / Uppsala konstmuseum
- "Femme Fatale" (Fatale kvinna) 2007 år - foto, Uppsala kulturkontor / Uppsala konstmuseum
- "Embalming" (Balsamering) 2007 år - foto, Uppsala kommun kulturkontor / Uppsala konstmuseum